# Salomonelaps par
Salomonelaps par là một loài rắn trong họ Rắn hổ. Loài này được Boulenger mô tả khoa học đầu tiên năm 1884.